# Prairie

de locatie van de prairies in de Verenigde Staten

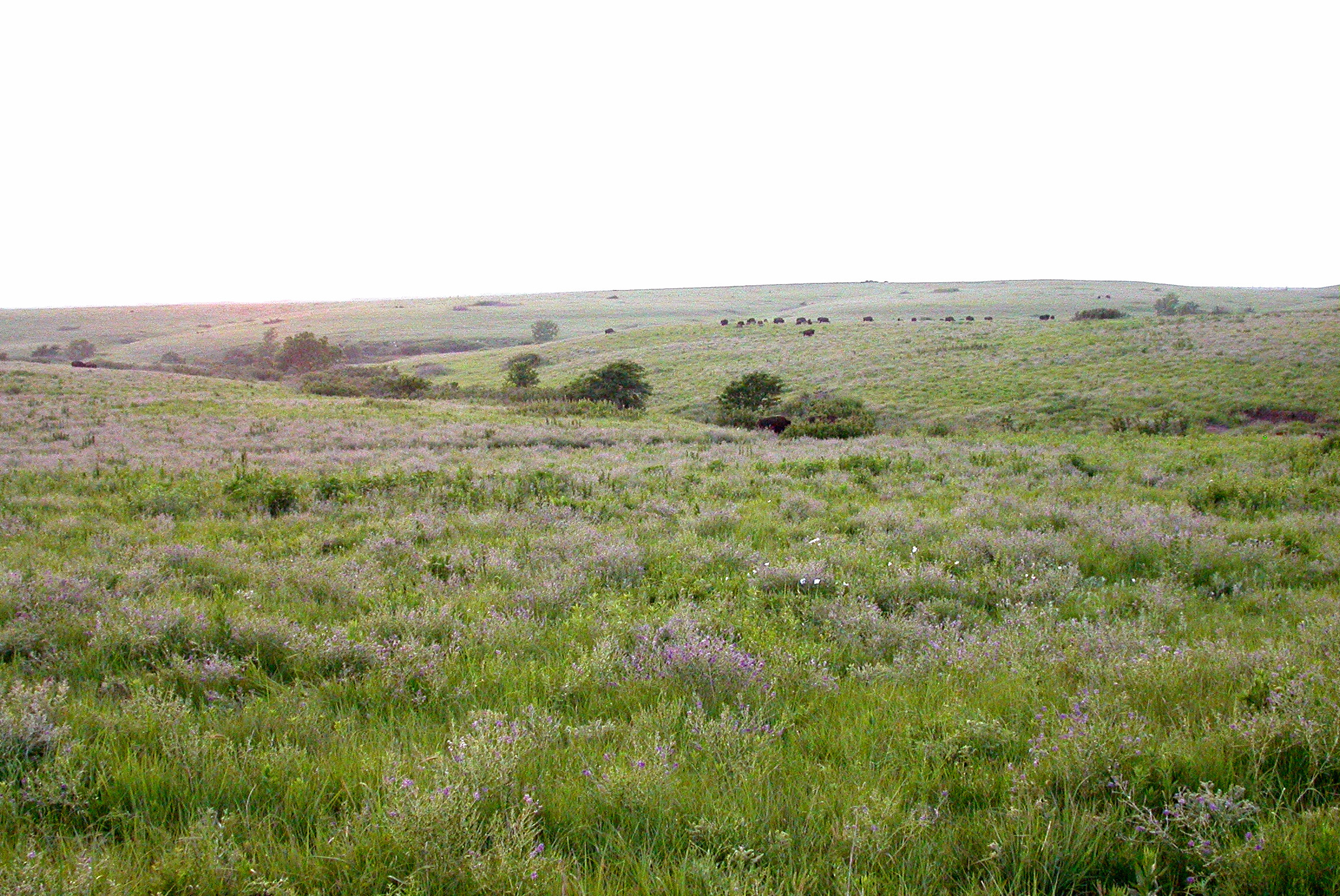
Prairie

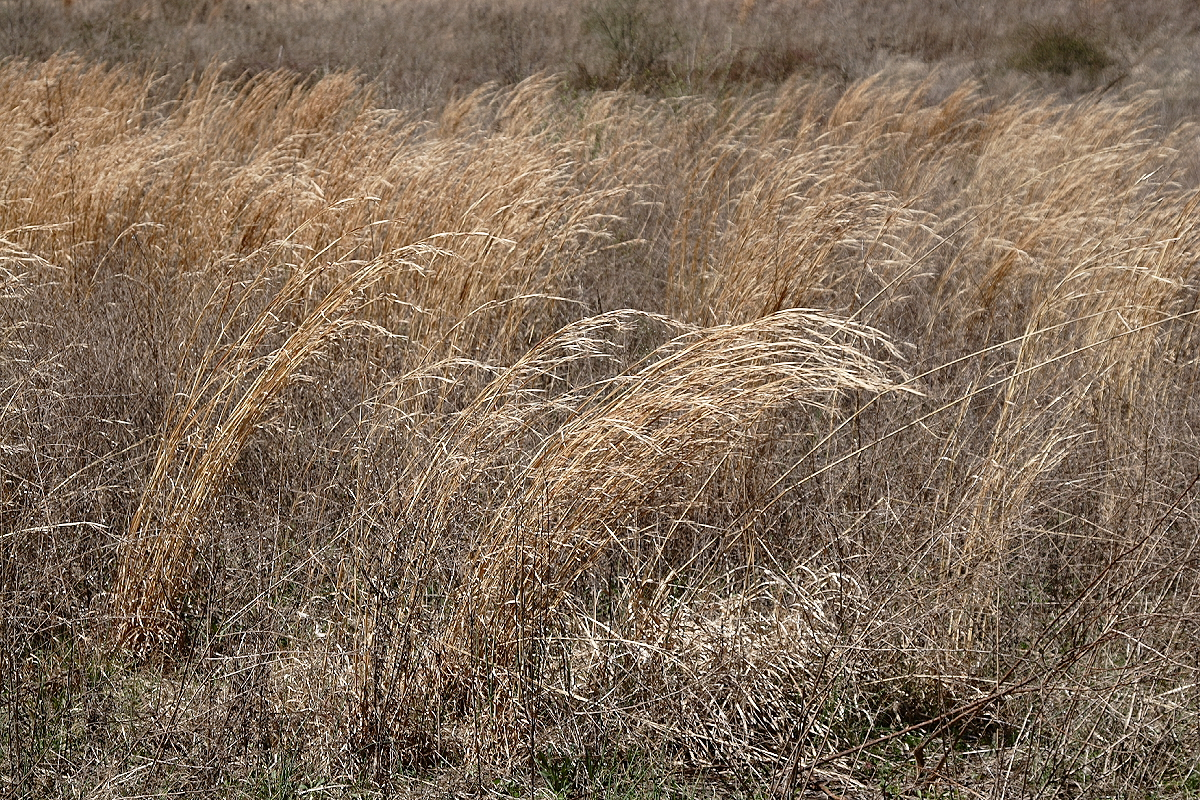
Prairiegrassen

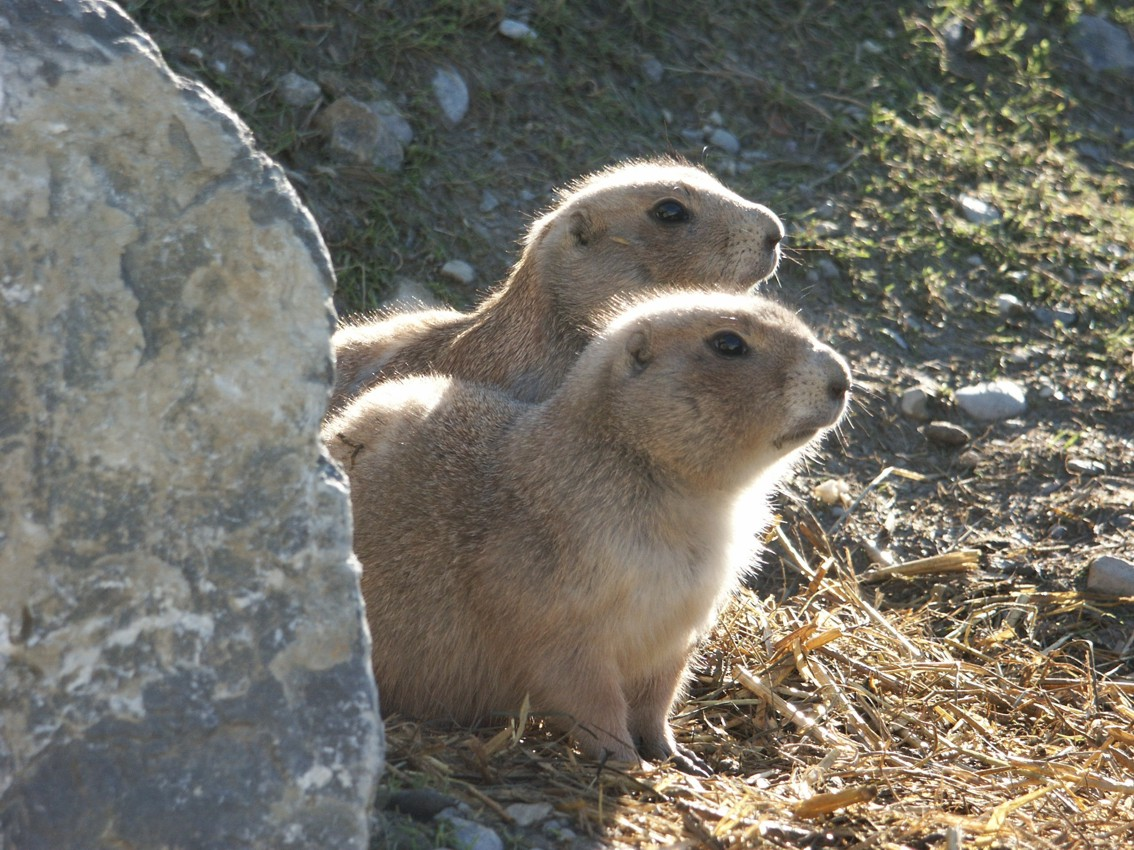
De zwartstaartprairiehond, een knaagdier dat voorkomt op de prairies van Noord-Amerika

Prairie is de naam voor een grasvlakte zoals die in Noord-Amerika voorkomt. Door ecologen worden prairies tot dezelfde bioom gerekend als bijvoorbeeld steppen en savannes; grote vlaktes met grassen, kruiden en struiken als primaire vegetatie.
Het woord "prairie" is afkomstig uit het Frans. De term wordt vooral toegepast op gebieden als de Great Plains van de Verenigde Staten en Canada.
Er wordt daarbij onderscheid gemaakt tussen de tallgrass prairie (donkergroen in de afbeelding rechts), de mixed grass prairie (groen) en de shortgrass prairie (lichtgroen).

## Achtergrond
De formatie van de Noord-Amerikaanse prairies begon toen de Rocky Mountains ontstonden. De bergen creëerden namelijk een regenschaduw waardoor in het gebied erachter vrijwel geen bomen meer konden groeien.
De meeste prairiegrond kwam in Noord-Amerika terecht tijdens de Kwartaire ijstijd, ongeveer 110.000 jaar geleden. De gletsjers namen materialen vanuit het noorden mee, en verhoogden het terrein. Toen zo’n 10.000 jaar geleden de gletsjers weer verdwenen, bleef het meegenomen materiaal achter in de vorm van till.
Brand is een belangrijk onderdeel van het ecosysteem van de prairie. Prairiebranden vernietigen bomen en dode grassen, waardoor de prairie behouden blijft. Bomen werpen immers schaduwen waarin grassen niet kunnen groeien. De grassen overleven de brand daar ze grotendeels ondergronds zitten, en vanuit hun wortels terug kunnen groeien. Bovendien maakt de as van verbrande planten en bomen de grond vruchtbaarder.
Ondanks vaak lange periodes van droogte, hebben de prairies in Noord-Amerika geen last van overmatige gronderosie. De wortels van de grassen houden de grond bijeen. Dode grassen worden door schimmels en bacteriën omgezet tot voedingsstoffen voor de andere grassen.
De grassen op de prairie hebben lange wortels, waarmee ze tot diep bij het grondwater kunnen komen.

## Types
Men onderscheidt doorgaans drie soorten prairies, afhankelijk van de hoeveelheid neerslag:
NatDeze prairies beschikken tijdens het groeiseizoen van de planten doorgaans over natte of vochtige grond. Dit doordat water vaak slecht wordt afgevoerd. Deze prairies bevatten soms ook hoogveen of laagveen.
DroogDeze prairies beschikken tijdens het groeiseizoen juist over droge grond, omdat het water goed wordt afgevoerd. Dit type prairie wordt vaak gevonden op heuvels en andere hoger gelegen terreinen.
MesischEen mengeling van een droge en natte prairie. Dit type prairie heeft doorgaans een goede afvoer van water, maar beschikt wel over natte grond tijdens het groeiseizoen. Het is dit type prairie dat daarom het vaakst wordt gebruikt voor landbouw. Derhalve is het ook een van de meest bedreigde prairiesoorten.